# Slavica (1946.)
Slavica je prvi cjelovečernji igrani film u novonastaloj državi DF Jugoslavije nastao neposredno po završetku Drugog svjetskog rata (1946.). Film je napravljen crno-bijelom tehnikom, a premijerno je prikazan 29. travnja 1947. godine. Nastao je u produkciji srbijanske filmske kuće Avala film, a skoro u potpunosti s hrvatskim osobljem: glumci, redatelj i scenarist.
Slavica je snimana rekordno kratko, - dva mjeseca, a glumci koji su bili u radnom odnosu (poput Irene Kolesar) nisu dobili nikakve honorare, već samo dnevnice. 
Film je postigao odličan prijam kod publike, unatoč brojnim tehničkim nedostacima i naivnosti filmske naracije. Slavicu je gledalo oko dva milijuna ljudi u tadašnjoj DF Jugoslaviji.

## Radnja filma
Film počinje pričom iz nekog mjesta na moru, negdje u Dalmaciji u vrijeme pred Drugi svjetski rat. Slavica je mlada siromašna djevojka, koja ima simpatiju - Marina, mladog ribara. Zbog svoje ljubavi, imaju velike probleme u svojoj provincijskoj sredini koja ne odobrava njihovu vezu zbog klasne razlike među njima. Kad se u Dalmaciji narod počinje buniti i spremati na ustanak protiv talijanskih okupacionih vlasti, njih dvoje, zajedno s grupom zadrugara iz svoga mjesta pridružuju se ustanicima i skrivaju tek sagrađeni ribarski brod (za zadrugu), kako bi ga predali partizanima. Talijani ih hapse, ali ih partizani oslobađaju, tako da se i oni pridružuju partizanskom pokretu i sudjeluju u borbenim akcijama. U jednoj od pomorskih bitaka na moru, Slavica gine, a njihov brod kojeg su gradili za zadrugu, - postaje jedan od prvih brodova jugoslovenske ratne mornarice, i dobiva njeno ime Slavica.

## Uloge
- Dubravko Dujšin - Šime (otac)
- Milica-Carka Jovanović (majka)
- Irena Kolesar – Slavica
- Marijan Lovrić - Marin
- Jozo Laurenčić - Stipe
- Braslav Borozan - Stanko
- Dejan Dubajić - Paron
- Ljubiša Jovanović – Ivo Marušić
- Marko Marinković - Agent
- Predrag Marković Milanov - Župnik

## Kontroverze
Iako bi po objektivnim kriterijama "U planinama Jugoslavije" trebao biti prvi dugometražni igrani film u povijesti socijalističke Jugoslavije, taj status se tradicionalno davao Slavici, snimljenoj godinu dana kasnije. Razlog za to je u rezoluciji Informbiroa i sovjetsko-jugoslavenskom raskolu, nakon čega film u kojem Tita glumi sovjetski glumac više nije bio politički "podoban". "U planinama Jugoslavije" je nakon toga završio u bunkeru na nekoliko desetljeća.

## Vanjske poveznice
- Nenad Polimac: Kako se Irena Kolesar proslavila ‘Slavicom’ i upropastila filmsku karijeru, Portal Nacional  Arhivirana inačica izvorne stranice od 29. svibnja 2010. (Wayback Machine)
- Slavica na portalu Film.hr  Arhivirana inačica izvorne stranice od 17. rujna 2011. (Wayback Machine)
- Slavica (1947) na portalu IMDb